# Munhak-dong
Munhak-dong (koreanska: 문학동) är en stadsdel i staden Incheon, 30 km väster om huvudstaden Seoul. Den ligger i stadsdistriktet Michuhol-gu.
Fotbollsarenan Incheon Munhak Stadium, en av arenorna vid Världsmästerskapet i fotboll 2002, med kapacitet för cirka 49 000 åskådare ligger i Munhak-dong.